# Miłek letni
Miłek letni (Adonis aestivalis L.) – gatunek rośliny należący do rodziny jaskrowatych. Archeofit, występuje w stanie dzikim w prawie całej Europie Środkowej, jednak jest coraz rzadszy. W Polsce występuje niemal na całym obszarze kraju, najliczniej na południu i zachodzie. W ostatnich latach liczba jego stanowisk stale się zmniejsza, prawdopodobnie grozi mu wymarcie. Spowodowane to jest tym, że w uprawach rolniczych coraz skuteczniej zwalcza się chwasty, a miłek letni rośnie niemal wyłącznie na polach uprawnych. W opracowaniu Czerwona lista roślin i grzybów Polski (2006) umieszczony jest w grupie gatunków zagrożonych (kategoria zagrożenia V). W wydaniu z 2016 roku otrzymał kategorię VU (narażony).

## Morfologia

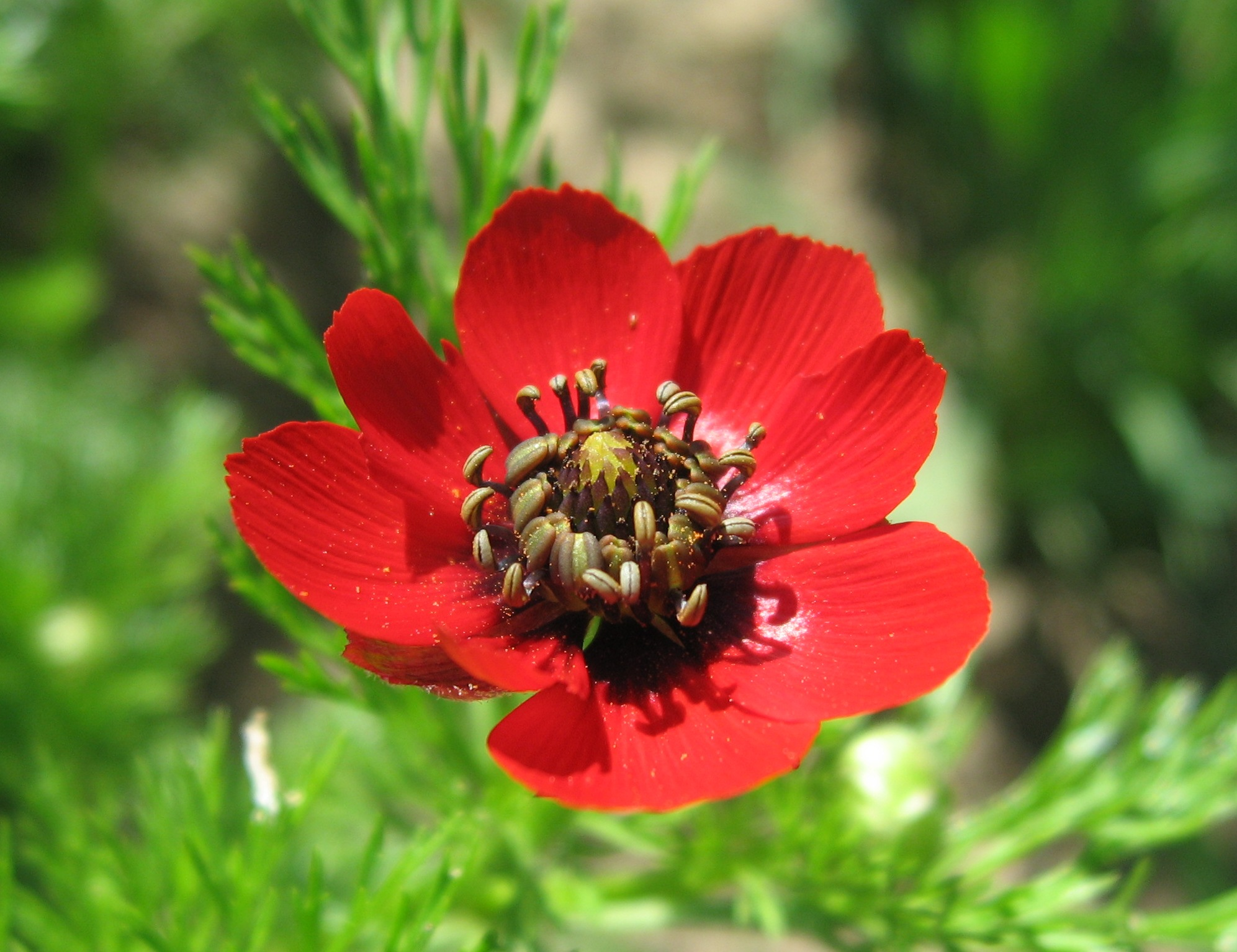
Kwiat

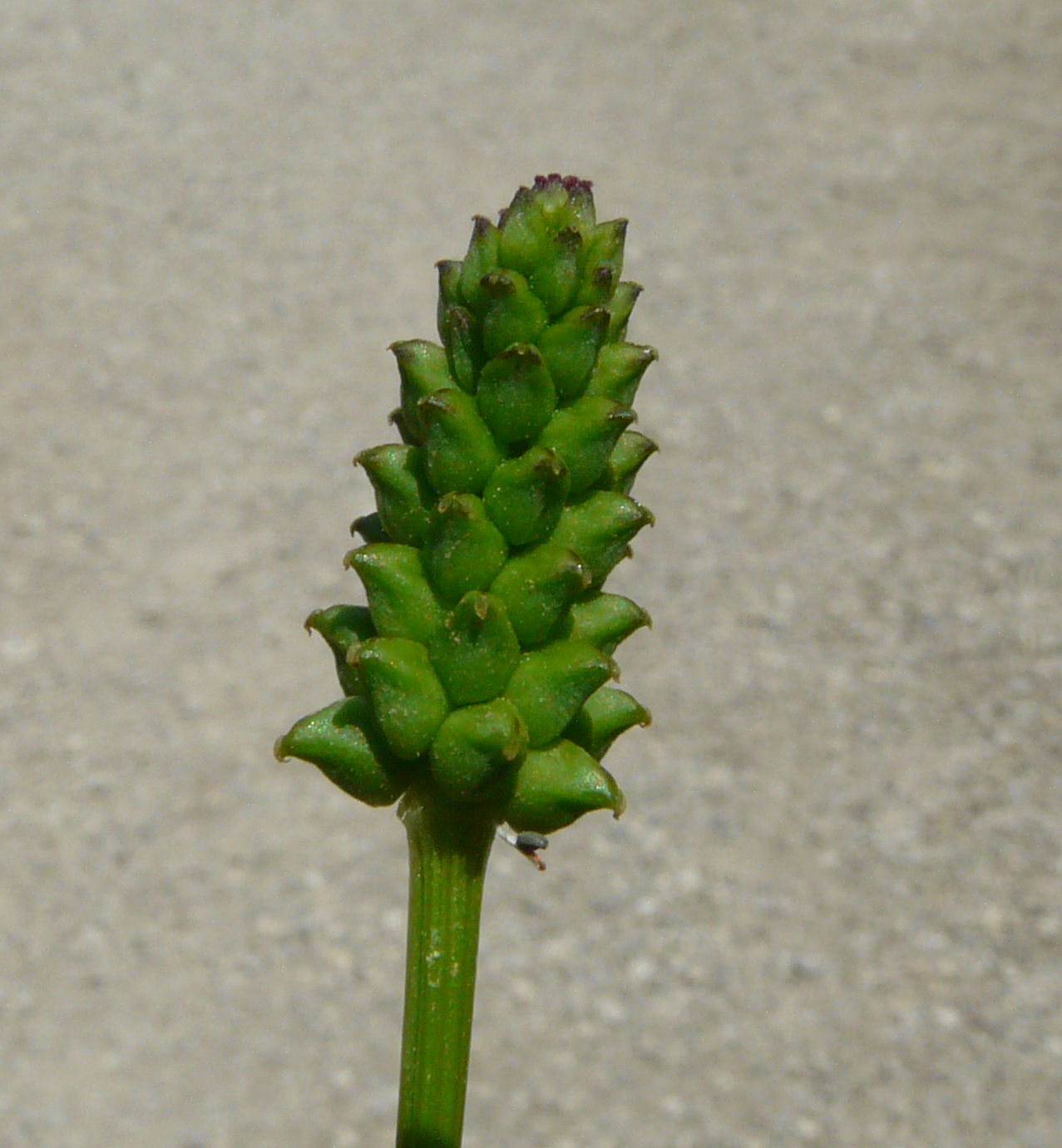
Owoc zbiorowy

ŁodygaŁodyga pojedyncza, lub rozgałęziająca się, o wysokości 20–40 cm, naga.
Liście2- do 3- krotnie pierzastosieczne liście o bardzo wąskich odcinkach. Dolne liście mają krótkie ogonki, górne są siedzące.
KwiatyNa szczycie łodygi wyrastają pojedyncze kwiaty o ceglasto-czerwonym kolorze, czasami pomarańczowe, lub nawet żółte, o średnicy 2–3,5 cm. 5 działek kielicha, przylegających do korony, płatków korony do 8. W kwiatach jest wiele słupków, brak miodników. Pręciki liczne, ciemnofioletowe.
OwoceNiełupki szarozielone, pomarszczone z prostym dzióbkiem i drobnym ząbkiem na brzegu. Tworzą jajowato-walcowaty owoc zbiorowy.

## Biologia i ekologia
Roślina jednoroczna. Kwitnie od maja do czerwca, jest owadopylny lub samopylny. Chwast segetalny, rośnie głównie na polach uprawnych i na ugorach, zwłaszcza na glebach gliniastych z domieszką wapienia lub ilastych. Preferuje cieplejsze miejsca na niżu. Rośnie głównie w uprawach zbóż ozimych, czasami jarych, lub roślin okopowych. W klasyfikacji zbiorowisk roślinnych gatunek charakterystyczny dla Ass. Caucalido-Scandicetum. Roślina trująca: Bydło nie zjada miłka letniego. Jeżeli jego nasiona dostaną się do paszy, powodują zatrucia zwierząt. Mąka zmielona ze zboża zanieczyszczonego nasionami miłka ma szary kolor, jest trująca, a upieczony z niej chleb gorzki.

## Zastosowanie i uprawa
Jest czasami uprawiany jako roślina ozdobna na rabatach i w ogródkach naturalistycznych. Najlepiej rośnie na stanowisku słonecznym, ale osłoniętym od wiatru, na glebie wilgotnej, próchnicznej. Rozmnaża się go przez podział rozrośniętych kęp lub przez wysiew nasion tuż po ich zbiorze.